# Babydog
Babydog, cuyo nombre completo es Babydog Justice, es un bulldog inglés cuyo dueño es Jim Justice, el gobernador de Virginia Occidental. Descrita por The Washington Post como una «figura destacada de la política de Virginia Occidental», es conocida por acompañar regularmente a Justice en compromisos públicos.

## Vida personal
Babydog fue un regalo de sus hijos a Jim Justice en 2019. Según Justice, recibió su nombre cuando era una cachorra después de que Justice preguntara Where did that baby dog go? («¿A dónde se fue ese perro bebé?») y el nombre quedó. Justice ha descrito a Babydog como «una pequeña bribona que parece una sandía marrón y que ama a todo el mundo». A ella le encantan los nugget de pollo de Wendy's y odia el apio.
En febrero de 2024, Babydog se sometió con éxito a una cirugía de ligamentos.

## Vida en la política

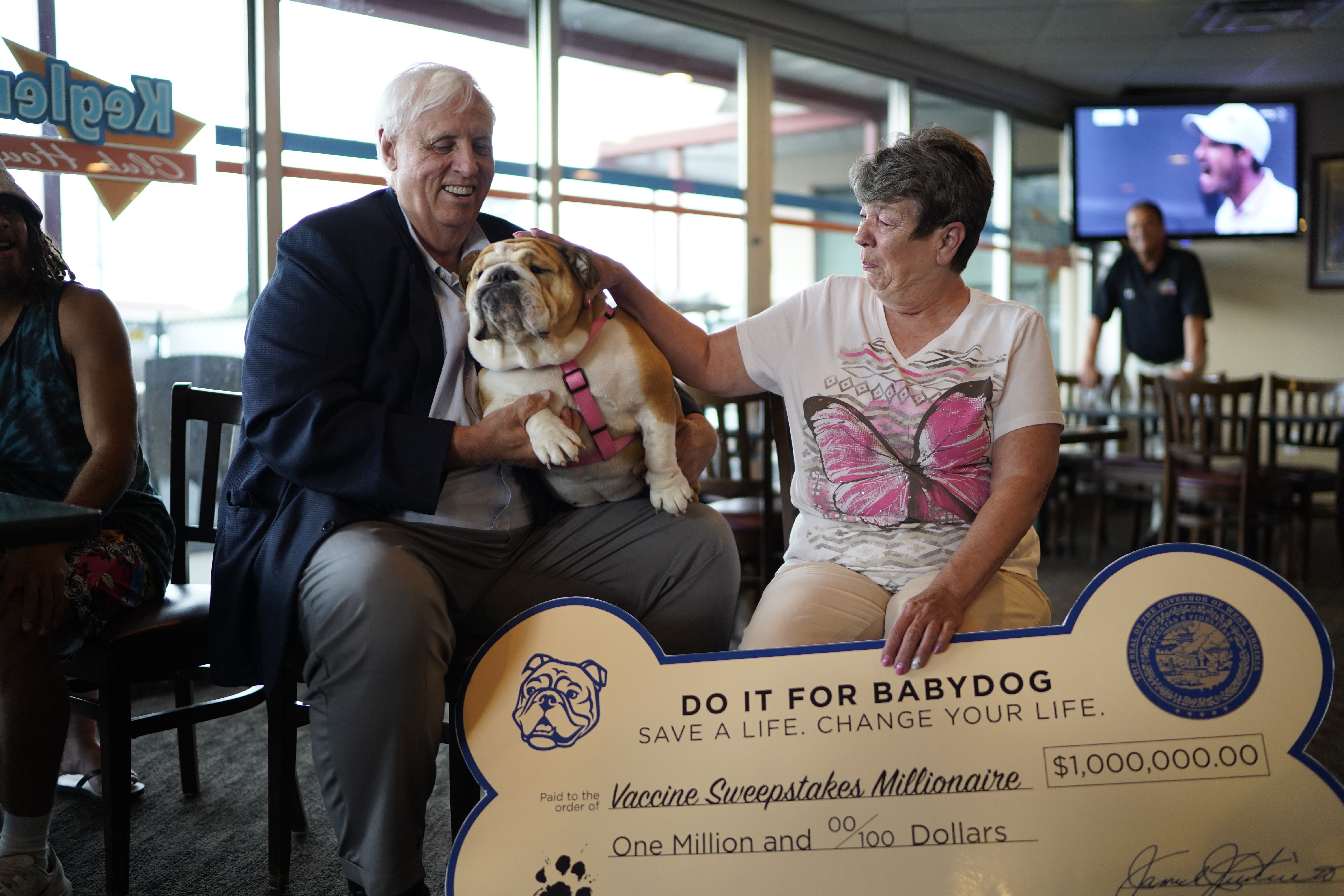
Babydog y Jim Justice entregando un premio a una ganadora del sorteo «Do It for Babydog».

Durante la pandemia de COVID-19 en 2021, Justice utilizó el lema Do It for Babydog («Hazlo por Babydog») para promover una lotería de vacunas diseñada para alentar a los habitantes de Virginia Occidental a vacunarse contra el COVID-19.
Debido a sus frecuentes apariciones con Justice en varias conferencias de prensa y eventos dentro de Virginia Occidental, rápidamente se convirtió en una figura popular dentro de la política de Virginia Occidental, convirtiéndose en una especie de figura meme dentro del estado. Un evento en particular en 2022 ganó atención nacional: mientras pronunciaba el discurso anual sobre el Estado del Estado, Justice respondió a un tuit de la actriz Bette Midler que llamaba a los habitantes de Virginia Occidental «pobres, analfabetos y drogados» (en respuesta a la oposición del senador y exgobernador del estado Joe Manchin al plan Build Back Better del presidente Joe Biden) levantando a Babydog, poniendo su parte posterior de frente y diciéndole a Midler, así como a sus críticos, que «le besaran el trasero».
En 2023, una cascada en el parque estatal Babcock pasó a llamarse «Babydog Falls» en su honor. Además, en junio de 2024, se inauguró un mural que representa la historia de Virginia Occidental en el Capitolio del Estado de Virginia Occidental, que incluía una imagen de Babydog. En agosto de 2024, los asociados de Jim Justice registraron un comité de acción política llamado «Babydog's Almost Heaven PAC».
Babydog apareció con Justice en el segundo día de la Convención Nacional Republicana de 2024, lo que generó vítores de los asistentes. The New York Times afirmó que su recepción tuvo «una energía generalmente reservada sólo para el expresidente Donald J. Trump».